# Aeroportul Dalaman
Aeroportul Dalaman (IATA: DLM, ICAO: LTBS) este un aeroport internațional și unul dintre cele trei care deservesc sud-vestul Turciei, celelalte fiind Aeroportul Milas-Bodrum și Aeroportul Antalya. Are doua terminale. Vechiul terminal este folosit pentru zboruri interne, iar noul terminal este pentru zboruri internaționale. Aeroportul deservește zonele turistice din jur și împrejurimile orașului Dalaman. Zboruri sunt disponibile către și dinspre peste 120 de destinații, în restul Turciei, Europa, Africa de Nord și Orientul Mijlociu.